# Nguyễn Văn Hiếu (Bình Định)
Nguyễn Văn Hiếu (sinh năm 1976) là một chính khách Việt Nam. Ông từng là Ủy viên dự khuyết Trung ương Đảng khóa XIII, Phó Trưởng ban Tuyên giáo và Dân vận Trung ương.

## Lý lịch và học vấn
Nguyễn Văn Hiếu sinh ngày 1 tháng 9 năm 1976, quê quán xã Phước Nghĩa, huyện Tuy Phước, tỉnh Bình Định.
Ông được kết nạp vào Đảng Cộng sản Việt Nam ngày 9 tháng 9 năm 1996;
Trình độ học vấn: Thạc sĩ Quản lý giáo dục, Cử nhân Luật, cử nhân hành chính, cao cấp chính trị

## Sự nghiệp

### Thành phố Hồ Chí Minh
Từ 1991 - 1994: Bí thư Chi đoàn phụ trách Đội thuộc Đoàn Phường 9, quận Phú Nhuận;
Từ 1/1995 - 11/1999: Ủy viên Thường trực, Bí thư Đoàn Thanh niên Phường 9, quận Phú Nhuận; sinh viên Đại học Luật Thành phố Hồ Chí Minh.
Từ 12/1999 - 2/2004: Phó Chủ tịch Ủy ban nhân dân Phường, Đại biểu Hội đồng nhân dân Phường (nhiệm kỳ 1999 - 2004), Phó Bí thư Đảng ủy - Chủ tịch Ủy ban nhân dân Phường 9, quận Phú Nhuận.
Từ 2/2004 - 4/2005: Quận ủy viên, Bí thư Quận Đoàn Phú Nhuận, Đại biểu Hội đồng nhân dân quận Phú Nhuận (nhiệm kỳ 2004 - 2009);
Từ 4/2005 - 10/2007: Ủy viên Ban Chấp hành Thành Đoàn, Phó Ban An ninh quốc phòng và địa bàn dân cư; Ủy viên Ban Thường vụ Thành Đoàn, Trưởng ban An ninh quốc phòng và địa bàn dân cư;
Từ 10/2007 - 1/2009: Phó Bí thư thường trực Thành Đoàn, Bí thư Đảng ủy Cơ quan Thành Đoàn; từ tháng 2/2009 đến tháng 9/2012 là Ủy viên Ban Thường vụ Trung ương Đoàn, Bí thư Thành Đoàn TP.HCM, Thành ủy viên khóa VIII, Đại biểu HĐND Thành phố khóa VIII (nhiệm kỳ 2011 - 2016). Học thạc sĩ quản lý giáo dục.
Từ 9/2012 - 6/2016: Thành ủy viên khóa IX, X; Đại biểu Hội đồng nhân dân thành phố khóa VIII; Bí thư Quận ủy Quận 2.
ngày 26 tháng 01 năm 2016, tại Đại hội đại biểu toàn quốc lần thứ XII của Đảng được bầu là Ủy viên dự khuyết Ban Chấp hành Trung ương Đảng Cộng sản Việt Nam khóa XII.
Ngày 25/7/2016, Nguyễn Văn Hiếu được bổ nhiệm giữ chức Chủ nhiệm Ủy ban kiểm tra Thành ủy Thành phố Hồ Chí Minh, nhiệm kỳ 2015 - 2020.
Ngày 24/4/2020, Bí thư Thành ủy TP.HCM Nguyễn Thiện Nhân đã trao quyết định của Ban Thường vụ Thành ủy TP.HCM điều động, chỉ định ông tham gia Ban chấp hành, Ban Thường vụ và giữ chức bí thư Quận ủy Quận 5, nhiệm kỳ 2015 - 2020. Quyết định có hiệu lực từ ngày 1/5/2020.
Ngày 22 tháng 01 năm 2021, Bí thư Thành uỷ Thành phố Hồ Chí Minh Nguyễn Văn Nên đã trao quyết định của Ban Thường vụ Thành ủy TP.HCM về việc điều động ông đến nhận công tác tại Thành ủy Thủ Đức, giữ chức Bí thư Thành ủy Thủ Đức.
Ngày 30 tháng 01 năm 2021, tại Đại hội đại biểu toàn quốc lần thứ XIII của Đảng, ông tiếp tục được bầu là Ủy viên dự khuyết Ban Chấp hành Trung ương Đảng Cộng sản Việt Nam khóa XIII.
Ngày 4 tháng 6 năm 2022, Hội nghị Ban Chấp hành Đảng bộ TP.HCM đã bỏ phiếu bầu ông làm Phó Bí thư Thành ủy TP.HCM nhiệm kỳ 2020 - 2025 với 57/59 phiếu bầu.
Ngày 22 tháng 6 năm 2022, Trưởng ban Tổ chức Trung ương Trương Thị Mai đã chủ trì lễ công bố và trao quyết định của Bộ Chính trị chuẩn y ông giữ chức Phó Bí thư Thành ủy TP.HCM nhiệm kỳ 2020-2025.

### Bí thư Thành ủy Cần Thơ
Ngày 27 tháng 5 năm 2023, tại Thành ủy Cần Thơ diễn ra Hội nghị công bố quyết định của Bộ Chính trị về công tác cán bộ. Theo đó, Bộ Chính trị đã có quyết định ông Nguyễn Văn Hiếu, Ủy viên dự khuyết Trung ương Đảng, Phó Bí thư Thành ủy TP.HCM thôi tham gia Ban Chấp hành, Ban Thường vụ, thôi giữ chức Phó Bí thư Thành ủy TP.HCM nhiệm kỳ 2020-2025, để điều động, phân công, chỉ định tham gia Ban Chấp hành, Ban Thường vụ và giữ chức Bí thư Thành ủy Cần Thơ nhiệm kỳ 2020-2025. Tại Hội nghị, Thường trực Ban Bí thư Trương Thị Mai đã trao quyết định điều động ông Nguyễn Văn Hiếu làm Bí thư Thành ủy Cần Thơ và tặng hoa chúc mừng ông trên cương vị mới 

### Ban Tuyên giáo và Dân vận Trung ương
Ngày 17 tháng 1 năm 2025, tại Thành ủy Cần Thơ diễn ra hội nghị công bố quyết định của Bộ Chính trị về công tác cán bộ. Tại hội nghị, lãnh đạo Ban Tổ chức Trung ương công bố quyết định của Bộ Chính trị về việc ông Nguyễn Văn Hiếu, Ủy viên dự khuyết Ban Chấp hành Trung ương Đảng, thôi tham gia Ban Chấp hành, Ban Thường vụ, thôi giữ chức Bí thư Thành ủy Cần Thơ nhiệm kỳ 2020-2025; điều động, phân công, bổ nhiệm giữ chức Phó Trưởng ban Tuyên giáo và Dân vận Trung ương.

## Kỷ luật
Ngày 4 tháng 4 năm 2025, tại kỳ họp thứ 55, Ủy ban Kiểm tra Trung ương đã xem xét kết quả kiểm tra khi có dấu hiệu vi phạm và kết quả kiểm điểm, đề nghị thi hành kỷ luật ông Nguyễn Văn Hiếu. Trong thời gian giữ chức vụ Bí thư Thành ủy Cần Thơ, ông đã vi phạm quy định của Đảng, pháp luật của Nhà nước trong thực hiện chức trách, nhiệm vụ được giao, trong phòng, chống tham nhũng, tiêu cực.
Vi phạm quy định những điều đảng viên không được làm và trách nhiệm nêu gương, gây hậu quả nghiêm trọng, làm giảm uy tín của tổ chức đảng và chính quyền địa phương, đến mức phải thi hành kỷ luật. Xét nội dung, tính chất, mức độ, hậu quả, nguyên nhân vi phạm; căn cứ quy định của Đảng, UBKT Trung ương đề nghị cấp có thẩm quyền xem xét, thi hành kỷ luật ông Nguyễn Văn Hiếu.
Ngày 4 tháng 4 năm 2025, tại Trụ sở Trung ương Đảng, Bộ Chính trị đã xem xét, thi hành kỷ luật đảng viên vi phạm, khuyết điểm. Căn cứ nội dung, tính chất, mức độ, hậu quả, nguyên nhân vi phạm; theo quy định của Đảng về kỷ luật đảng viên vi phạm, Bộ Chính trị quyết định thi hành kỷ luật cảnh cáo đối với ông Nguyễn Văn Hiếu và cho thôi giữ các chức vụ. Đồng thời, đề nghị Ban Chấp hành Trung ương Đảng xem xét cho thôi giữ chức Ủy viên dự khuyết Trung ương Đảng khóa XIII.
Ngày 10 tháng 4 năm 2025, tại Hội nghị Trung ương 11, Ban Chấp hành Trung ương Đảng đồng ý cho ông Nguyễn Văn Hiếu thôi chức Ủy viên dự khuyết Trung ương Đảng khóa 13.